# Jewett (Texas)
Jewett is een plaats (city) in de Amerikaanse staat Texas, en valt bestuurlijk gezien onder Leon County.

## Demografie
Bij de volkstelling in 2000 werd het aantal inwoners vastgesteld op 861.
In 2006 is het aantal inwoners door het United States Census Bureau geschat op 933, een stijging van 72 (8,4%).

## Geografie
Volgens het United States Census Bureau beslaat de plaats een oppervlakte van
5,3 km², geheel bestaande uit land. Jewett ligt op ongeveer 150 m boven zeeniveau.

## Plaatsen in de nabije omgeving
De onderstaande figuur toont nabijgelegen plaatsen in een straal van 32 km rond Jewett.

## Geboren
- Texas Alexander (1900-1954), blueszanger